# Mimmelheim
Mimmelheim ist ein Gemeindeteil der Gemeinde Obertaufkirchen im oberbayerischen Landkreis Mühldorf am Inn.

## Lage
Der Weiler Mimmelheim liegt 1 km östlich der Autobahnausfahrt 16 (Schwindegg) unmittelbar nördlich der Bundesautobahn A 94.

## Trinkwasserversorgung
Die Trinkwasserversorgung wird von der Wassergemeinschaft Mimmelheim, die in Mimmelheim 7 als „Brunnenerhaltungsverein Mimmelheim e.V.“ eingetragen ist, übernommen.

## Bevölkerungsentwicklung
Im Jahr 1871 lebten 27 Einwohner in Mimmelheim. In der Nachkriegszeit des Zweiten Weltkriegs stieg die Bevölkerungszahl auf 67 Einwohner. Im Mai 1987 gab es dort 37 Einwohner in neun Wohngebäuden, von denen eines in zwei Wohnungen aufgeteilt war.
| Jahr      | 1871 | 1925 | 1950 | 1970 | 1987 |
| Einwohner | 27   | 43   | 67   | 35   | 37   |